# Henryk XVI Bogaty

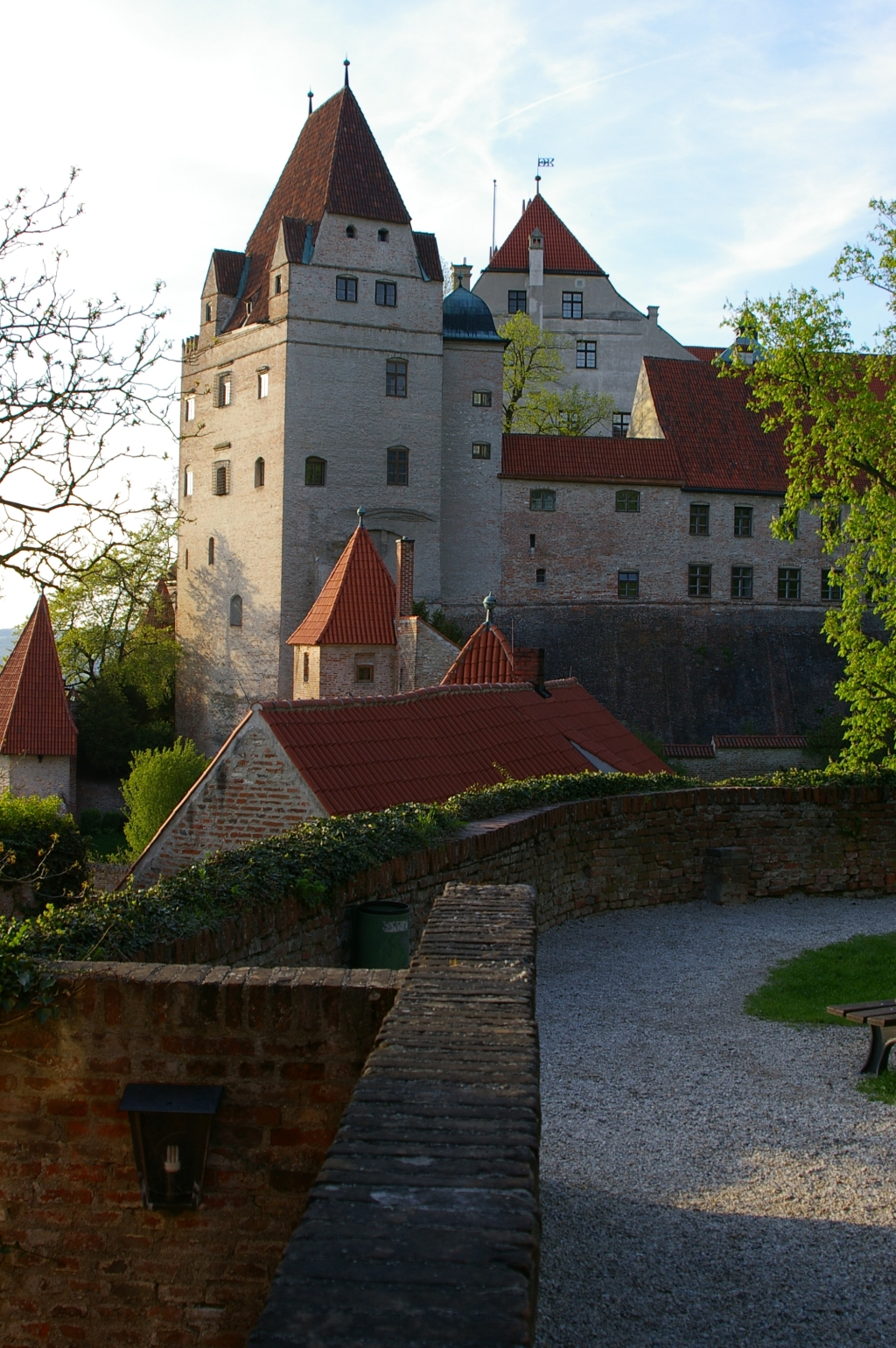
Rezydencja Henryka XVI w Landshut

Henryk XVI Bogaty (ur. 1386 – zm. 30 lipca 1450 w Landshut) - książę Bawarii-Landshut, panujący w latach 1393–1450, syn księcia Fryderyka i Madaleny Visconti.
Jego rezydencją był zamek Trausnitz w Landshut.
Podczas jego panowania Bawaria była rozbita na następujące dzielnice: Ingolstadt, Monachium, Landshut i Straubing - w 1429 r. wygasła linia panująca w Straubing, co pozwoliło Henrykowi zdobyć część tego terytorium, a w 1447 r. po wymarciu linii na Ingolstadt poszerzył swoje władztwo o tę dzielnicę.
Po śmierci Henryka na tron wstąpił jego syn Ludwik IX Bogaty.

## Potomstwo

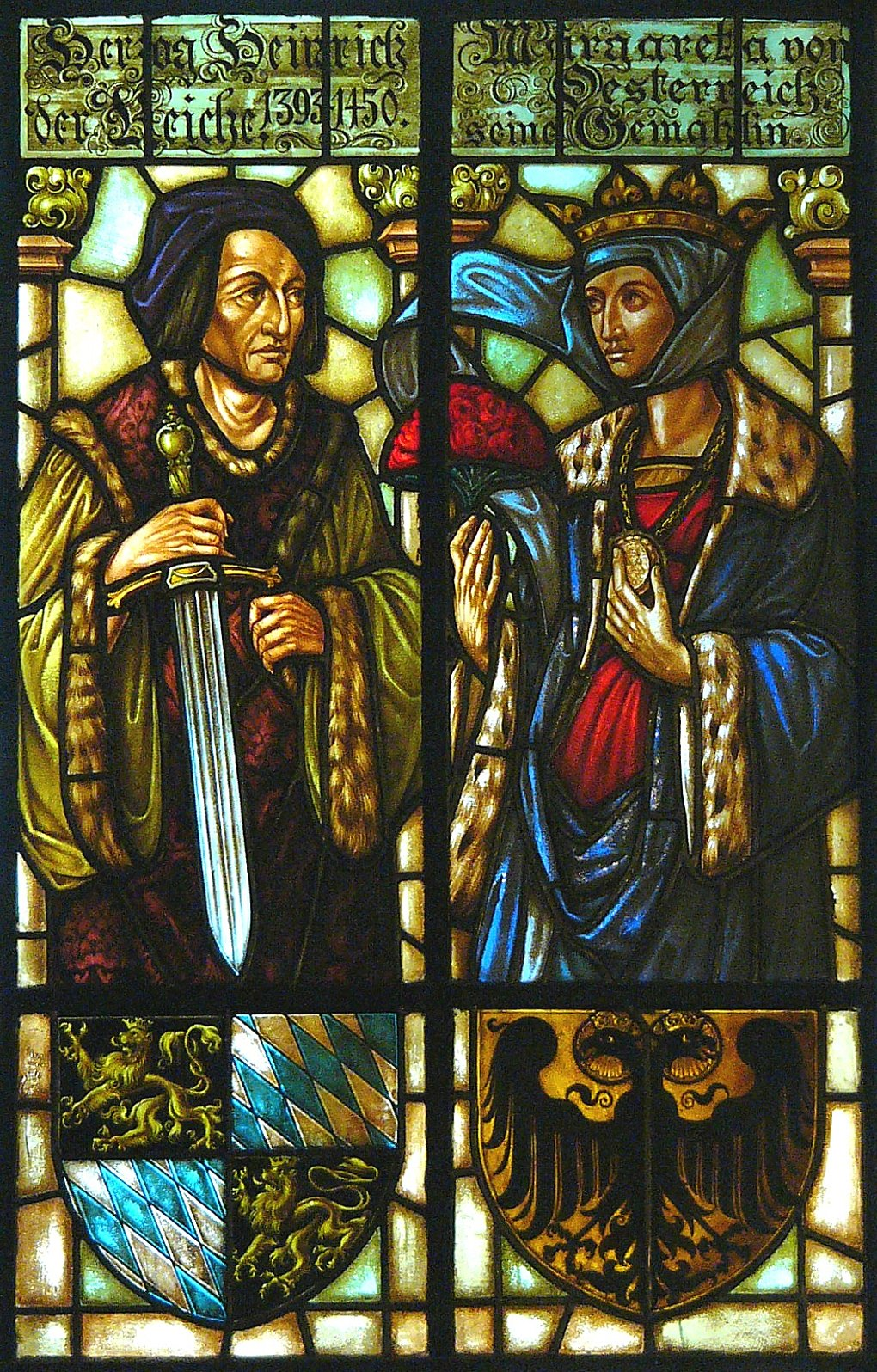
Fragment okna ratuszowego w Landshut przedstawiający Henryka XVI Bogatego i jego małżonkę Magdalenę Habsburg

Henryk ożenił się w 1412 z Magdaleną Habsburg - córką księcia Albrechta IV Habsburga i Joanny Zofii Bawarskiej. Podczas swojego panowania pozbył się swojej żony ze swojej rezydencji, która później zamieszkała w zamku Burghausen. To samo uczynili jego syn i wnuk. Wcześniej Henryk spłodził szóstkę dzieci:
- Albrecht (1414 - ok. 1418);
- Fryderyk (1415 - 7 czerwca 1416);
- Ludwik IX Bogaty;
- Joanna (1413 – 20 lipca 1444), żona Otto I Mosbacha;
- Elżbieta (1419 – 1 stycznia 1451), żona Ulrika V;
- Małgorzata (ur. 1420 - ?), zakonnica.